# Білокоровицький кряж
Білокоро́вицький кряж (Білокоровицько-Топильнянський кряж) — височина (кряж) у північній частині Житомирської області, в межах Житомирського Полісся. Розташована в південно-східній частині Олевського району і (частково) в північно-західній частині Лугинського району, на північний захід і північ від села Білокорович (звідси й назва). Відокремлена від Озерянського кряжу (розташований північніше) долиноподібним заболоченим зниженням. 
Простягається у північно-східному напрямі на бл. 25 км. Ширина 1,5—6 км. Являє собою денудаційне останцеве пасмо, що підноситься над навколишньою місцевістю на 20—25 м (абсолютні висоти — до 210 м). Кряж складений кварцитами. Форми рельєфу денудаційні. Переважають поліські ландшафти, заліснений. 